# Министерство бытового обслуживания населения Республики Татарстан
Министерство бытового обслуживания населения Республики Татарстан (тат. Татарстан Республикасы халыкка көнкүреш хезмәте күрсәтү министрлыгы) — орган государственной власти Татарской АССР и Республики Татарстан.
Подчинялось Президенту РТ (после образования этой должности), Кабинету Министров РТ (до 1991 года — Совету Министров ТАССР) и одноимённому министерству РСФСР.

## История
Образовано в январе 1966 года как Министерство бытового обслуживания населения Татарской АССР на базе одноимённого управления, которое в разное время находилось в подчинении Министерства лёгкой промышленности Татарской АССР либо Совета Министров Татарской АССР.
В структуру министерства входили районные управления бытового обслуживания населения, 13 производственных объединений, комбинат ритуальных услуг и учебный комбинат.
Упразднено Постановлением Государственного Совета РТ от 22 июня 1995 года с передачей функций Министерству торговли и потребления услуг РТ.

### Официальные названия
- Министерство бытового обслуживания населения Татарской АССР (1966—1990)
- Министерство бытового обслуживания населения Татарской ССР (1990—1992)
- Министерство бытового обслуживания населения Республики Татарстан (1992—1995)

## Министры[1]
- Фадеев, Василий Павлович (1966—1984, 1920-2003)
- Гилязов, Ринат Риязович (1984—1985, 1944-2014)
- Богачёв, Евгений Борисович[тат.] (1985—1993, 1941)
- Малышев, Леонид Николаевич (1993—1995, 1939-2014)